# Oman Telecommunications Company
Oman Telecommunications Company (Omantel) é a primeira empresa de telecomunicações do Omã e o provedor de serviços de internet  primário do país. Omantel adquiriu 65% das ações da WorldCall do Paquistão em abril de 2008. O governo de Omã possui 70% das ações da Omantel.

## PowerNet
Omantel PowerNet é o único serviço de internet em Omã que provê banda larga; a tecnologia usada é ADSL2+. A empresa fornece pacotes de serviços de internet de banda larga com taxas de downloads de 512 kbps a 8 Mbps para usuários domésticos e de de 1 Mbps a 16 Mbps para empresas.

## Oman Mobile
Oman Mobile é uma subsidiária da Omantel que provê serviço de telefonia celular. Além de serviços padrões de voz e SMS, também disponibiliza, para clientes privados e corporativos, pacotes para serviços de BlackBerry, conexão 3.5G, e serviços push-to-talk. Em janeiro de 2009, a subsidiária possuia cerca de 1,7 milhões de assinantes.

## Serviços
A Omantel tem a repudação de prover serviços de baixa qualidade. Apesar de ser a única provedora de serviços de Omã,  muitas pessoas consideram o serviço provido pela Omantel como caro e inadequado. Isso leva a críticas à Omantel na Web. Sites como Omania, Alharrah e Omanforum sempre contém threads criticando a empresa.[carece de fontes?]